# Sciences coraniques

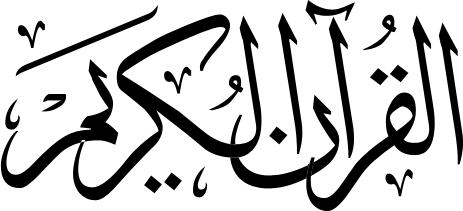
Calligraphie de l'expression "Saint Coran" en arabe.

Les sciences coraniques (Ulûm al-Qur'an) sont les disciplines qui se sont développées autour du Coran dans le but de l'expliquer. Elles sont constituées principalement par l'exégèse avec les différentes approches, comme le tafsir ou le ta'wil mais comportent aussi l'étude des circonstances contextuelles des versets nommés asbâb al nuzûl, de la philologie, de la grammaire, de la lexicographie ou des récitations différentes. 
Ces disciplines sont au service de la Révélation (à ne pas confondre avec l'islamologie, approche scientifique du fait musulman et du Coran). On ne peut donc parler de "sciences" coraniques que dans un sens figuré. Ces disciplines n'ont en effet aucun rapport avec ce que recouvre le terme moderne de science, à savoir une entreprise systématique de construction et d'organisation des connaissances sous la forme d'explications et de prédictions testables.

## Exégèse
L'exégèse coranique est composée de l'exégèse juridique, l'exégèse mystique, et il existe des différences notables entre l'exégèse sunnite et l'exégèse chiite. La plus grande différence étant que l'exégèse chiite doit être exclusivement faite par des Imams. 

### Tafsir
Le mot tafsir signale l'exégèse interprétative du texte coranique, qui est fondée sur une lecture rationnelle et exotérique du texte. La forme classique du tafsir est celle d'un commentaire, verset par verset du texte coranique. Ainsi, les sources traditionnelles de l'interprétation sont placées à proximité directe du texte coranique.

### Asbâb'al nuzûl
Les exégètes anciens ou modernes ont puisé dans la littérature périphérique du Coran pour contextualiser chaque verset dans l'étude du codex. Ces "causes de la Révélation" sont une part importante des sciences coraniques : elles montrent une "approche conforme à la Révélation" de l'histoire et se basent sur les traditions et sur les récits à caractère historique. La fixation de celles-ci peut être datée du XIe siècle, "moment où l'autorité de la Tradition est devenue fondamentale au sein des sciences traditionnelles".

### Ta'wil
Le mot ta'wil signale l'exégèse ésotérique du texte coranique, plus caractéristique dans l'exégèse chiite.

### Abrogation
En contextualisant les versets, les chercheurs tentent de déterminer quel verset a précédé un autre et définir l'abrogation (naskh). Celle-ci est une science coranique importante permettant de déterminer la primauté entre des versets coraniques contradictoires.

## Linguistique
La linguistique, la philologie, la grammaire, les cas casuels, la lexicographie, etc. ont joué un rôle très important dans les études du Coran.L'essor de ces disciplines peut être lié à la volonté de mieux comprendre le texte coranique et de mieux le préserver. Ainsi, l'essor de cette grammaire est attribuée à Abu al-Aswad al-Du'ali à une époque où le rasm était encore défectif. Elle se développe dans les écoles de Kufa et de Basra. La première porta une attention toute particulières aux anomalies grammaticales du texte coranique tandis que la seconde cherchait à expliquer chaque particularité par des règles.
Dans la seconde moitié du VIIe siècle naît aussi la lexicographie coranique afin d'expliquer les termes paraissant obscurs. Celle-ci se basera, en particulier, sur l'étude de la poésie préislamique.

## Qirâ'at
Une autre particularité peu connue du Coran est la pluralité des lecture compilées dans un mu'jam al qira'ât. Si le système des sept lectures canoniques a été fixé au Xe siècle, les ouvrages d'exégèse ont continué à présenter et analyser des variantes non-canoniques.
L'étude de la récitation suit des règles appelée tajwid. Les manuels les plus anciens de cette discipline remontent au Xe siècle et transmettent des traditions plus anciennes. Il existe également un manuel datant du XVIIIe siècle, intitulé Tuhfat al-atfal, qui est une introduction simplifiée au tajwid à l'intention des enfants.